# 토너

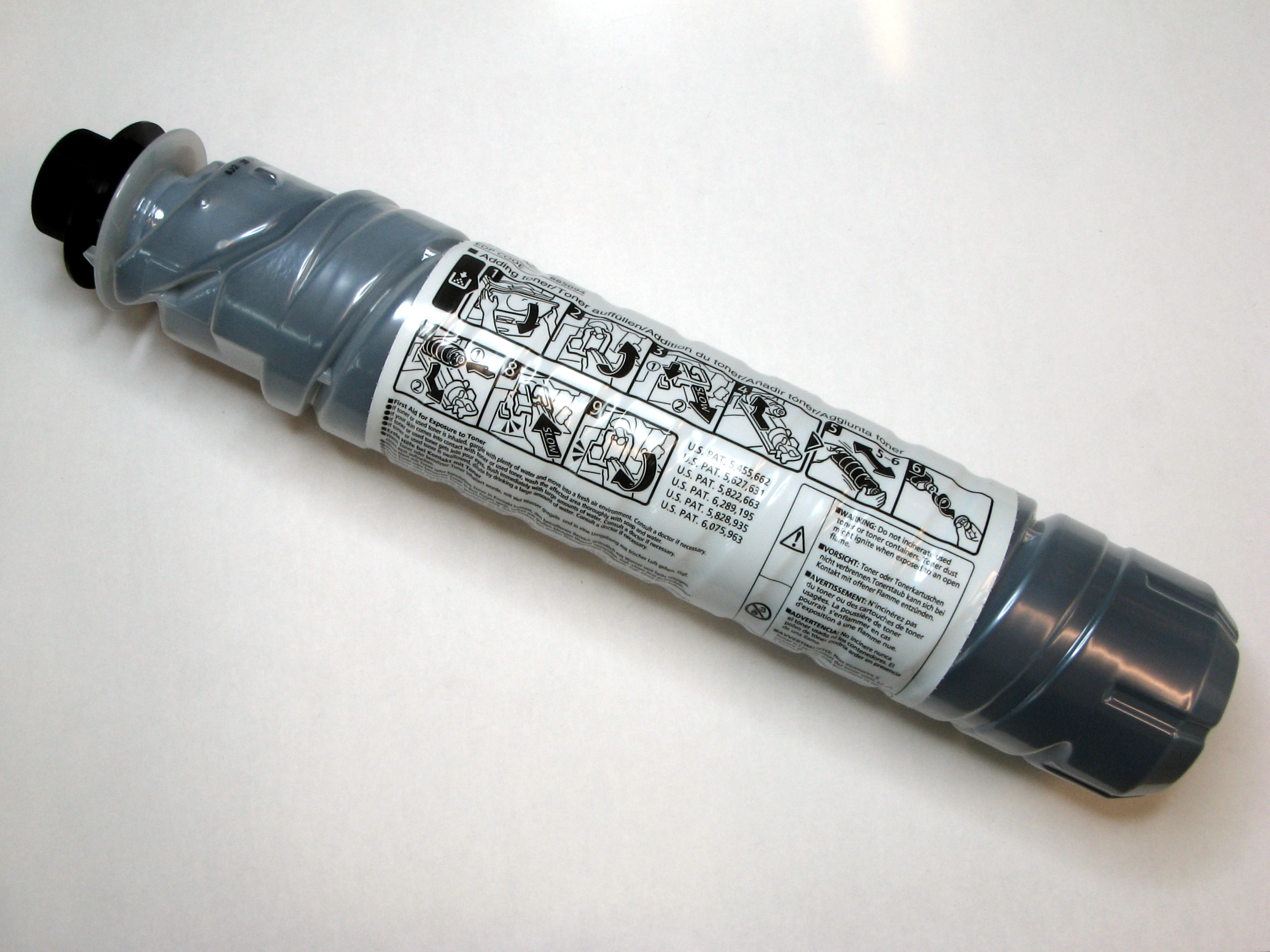
새까만 토너 용기.

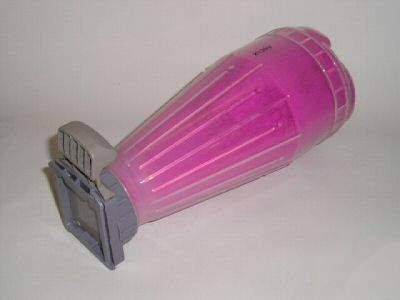
빛깔로 된 토너 용기

토너(toner)는 레이저 프린터와 복사기에 쓰이는 가루 물질이며 인쇄 문자열과 사진을 종이 위에 나타내는 데 쓰인다. 초기 형태의 토너는 단순히 탄소 가루였다. 그 뒤에는 출력 품질을 높이기 위하여 이 탄소 가루에 중합체를 섞게 되었다.토너 입자는 퓨저(fuser)의 열로 녹으며 종이에 결합된다.
초기에 나온 기기의 경우 이용자가 직접 토너를 병에서 기기 안의 저장소에다 부어야 하였다. 현대의 기기는 카트리지에서 바로 토너를 공급한다.
현대의 토너는 컬러 복사기 및 CMYK를 지원하는 프린터에서 쓰일 수 있게 제작된다.

## 토너 가루
토너 가루는 프린터에서 잉크를 이용하여 인쇄하는 데 사용하는 토너의 가루를 지칭한다. 크기는 PM-10인 미세먼지 크기 기준보다 약간 작은 PM 7~8 수준이다.

## 같이 보기
- 잉크